# 시범 운전
시범 운전은 운전면허를 따기 전에 운전 연습을 하는 것이다. 교통 규칙을 준수하고 안전벨트를 맨 상태에서 이뤄져야 한다.